# کشتی تیپ پی۳

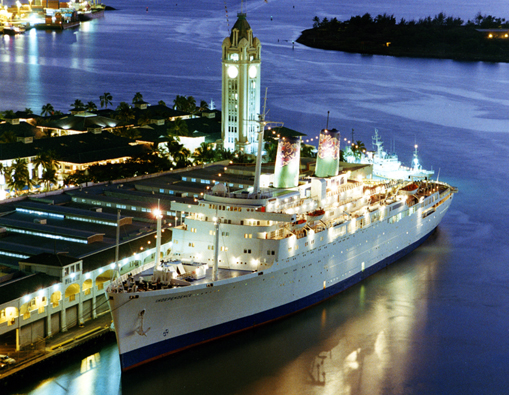
استقلال اس اس در برج آلوها، هونولولو، هاوایی 2001

کشتی تیپ پی۳ (به انگلیسی: Type P3 ship) یک کشتی است.